# Amleto (Faccio)
Amleto es una ópera en cuatro actos de Franco Faccio a partir de un libreto de Arrigo Boito basado en Hamlet de Shakespeare. Se estrenó el 30 de mayo de 1865 en el Teatro Carlo Felice de Génova y fue revisada para una producción de La Scala el 12 de febrero de 1871.
La colaboración y amistad entre libretista y compositor duraría toda la vida de Faccio. Además (como dice el musicólogo William Ashbrook), «Amleto marca el esfuerzo de dos destacados miembros de la Scapigliatura (un movimiento reformista tardío en el norte de Italia en los años 1860 y 70) para renovar la tradición de la ópera italiana».
Después del restablecimiento de La Scala en 1871, la ópera desapareció por casi 130 años, pero en los últimos años han vuelto a aparecer copias de la partitura y el libreto y el director Anthony Barrese creó una edición crítica que fue presentada en una versión completa por Opera Southwest en Albuquerque, Nuevo México y Baltimore Concert Opera en concierto en Baltimore, Maryland, en octubre de 2014.

## Historia de la composición
La historia de Amleto, a partir de un libreto que el músico italiano Rafaello DeRensis afirma fue escrito específicamente para Faccio por Arrigo Boito, es algo confusa en cuanto a cómo la elección de Hamlet como sujeto se produjo, pero el libretista completó su "Libreto innovador" el 2 de julio de 1862, mientras que en Polonia, muy por delante de la primera ópera de Faccio.
Sin embargo, la primera colaboración de Faccio con Boito había sido escribir una cantata patriótica, Il quattro giugno en 1860 cuando Boito también escribió algo de la música así como el texto, y esto fue seguido por una secuela, La sorelle d'Italia , También en el espíritu del movimiento hacia la unificación italiana. Ashbrook observa que uno de los aspectos de la importancia de esta ópera radica en que «como el primer libreto de Boito derivado de Shakespeare, revela al futuro poeta de Otello y Falstaff colaborando con un compositor mucho menos experimentado y dotado que Verdi».
La primera ópera de Faccio, I profughi fiamminghi, fue dada en La Scala en 1863, pero su fracaso fue seguido por un partido de celebración dado por sus amigos a Faccio y el evento incluyó la lectura de Boito de la infame "Ode saffica col bicchiere alla mano" Enfureció Giuseppe Verdi.

## Historia del rendimiento

### Estreno en Génova
La ópera se estrenó el 30 de mayo de 1865 en el Teatro Carlo Felice de Génova. El reparto incluyó algunos de los mejores cantantes del día, incluyendo Mario Tiberini en el papel de Amleto. Según DeRensis, la obra fue aceptada en el Carlo Felice debido a la intervención personal del profesor del Conservatorio de Boito, Alberto Mazzucato, que era amigo de Mariani. Aunque Ashbrook señala que la reacción general fue «consternación por la escasez de melodía de la partitura», agrega que la marcha funeraria de Ophelia, la "Marcia Funebre", «[ganó] la aprobación general». Mientras que las dos óperas de Faccio no lograron el éxito, los críticos fueron unánimes en su elogio de la promesa mostrada en el joven compositor y, los siguientes relatos contemporáneos, la audiencia parece haber mostrado su placer en lo que habían oído.
El 31 de mayo, la Gazzetta di Genova escribió: «La ópera fue generalmente aplaudida al final del primer acto, en Ofelia y el dueto de Amleto, en el final del segundo acto, en el canzone de Ofelia en el tercero, y en la marcha fúnebre del cuarto. El joven maestro fue llamado al escenario muchas veces».
Ese mismo día, el periódico Movimento escribió: «Las expectativas eran altas para el estreno, porque la duda había circulado la reputación del nuevo tipo de música intentada por el joven maestro. Por lo tanto, el público se precipitó en gran número y con una actitud de quien quiere juzgar con circunspección y, digamos también, con severidad. Pero de las expectativas de la duda cambiaron su mente, y después de haber esperado para pensar en él, una decisión fue hecha; Aplaudían y aplaudían con espontaneidad, con conciencia, con entusiasmo».
Barrese proporciona «un relato más personal, si no más sesgado, que viene de Mazzucato y fue enviado al maestro de Faccio, Stafano Ronchetti-Monteviti». La larga carta fue publicada en su totalidad en los Giornale della Società del Quartetto y en Franco Faccio e Verdi, DeRensis reimprime las siguientes selecciones:
«Amleto [...] despertó emociones inusuales y profundas en el público genovés, que celebró a su distinguido estudiante con todo tipo de recepción halagadora. Las cortinas -el llamamiento del maestro y de los intérpretes- fueron unánimes, insistentes, continuas y cada vez más cálidas a medida que el trabajo imaginativo se desarrollaba ante los ojos de los oyentes que estaban muy sorprendidos con la verdad de su concepción, la novedad de la forma, las melodías, la armonía del conjunto, y de la habilidad robusta que domina toda la partitura.
»[...] Mientras veamos jóvenes italianos dar como segunda obra una creación tan seria y fuerte como la de Amleto, tengamos la seguridad, querido colega, de que el arte italiano no está cerca de morir. La victoria de Amleto era legítima, y me alegro porque veo en ella una nueva consagración de nuestras ideas, y debes ser doblemente feliz por ella, por el triunfo de estas ideas y por el placer de tener Educó a un talento poderoso como Franco Faccio en el arte italiano.»
Giuseppe Verdi, cuando oyó hablar del éxito de la ópera, escribió al libretista Francesco María Piave afirmando que «si Faccio tiene éxito, estoy sinceramente feliz, otros tal vez no lo crean, pero sólo otros, tú me conoces y sabes que me callo o digo lo que siento».

### Versión revisada de La Scala
Después del estreno, Amleto permaneció latente durante casi seis años mientras sus autores se embarcaban en una serie de aventuras musicales y extra-musicales. Fue también durante estos años que Faccio comenzó a dirigir, que resultaría ser su verdadera vocación.
Sin embargo, Amleto nunca estuvo lejos de sus pensamientos, y sus amigos y familiares siguieron instándole a buscar otra producción. En una carta escrita el 27 de febrero de 1867, su amigo la condesa Maffei le reprendió por no haber tenido la oportunidad de presentar a Amleto a la reina de Prusia cuando tuviera la oportunidad.
El tan esperado avivamiento fue programado para la temporada de 1870/71 en La Scala. Según DeRensis, el espectáculo fue posible por una razón: el libreto de Carré y Barbier para la ópera Hamlet y escrito para Ambroise Thomas, fue juzgado unánimemente por profanación. Para la producción de La Scala, Mario Tiberini volvió a interpretar el papel de Amleto. Nuevamente fue acompañado por algunos de los cantantes más famosos de la época y el director de La Scala, Eugenio Terziani, cedió el testigo a Faccio.
Según DeRensis los ensayos comenzaron suavemente y el ensayo general fue fijado para el 16 de enero de 1871. Al día siguiente, Tiberini consiguió enfermo y la ópera se pospuso por más de 2 semanas. Finalmente los ensayos comenzaron otra vez, y Tiberini volvió a enfermarse. Un segundo ensayo general fue dado y la Comisión del Teatro de La Scala juzgó a Tiberini en condiciones de cantar, a pesar de las protestas de Faccio. El 12 de febrero se inauguró la noche, y lo que iba a ser la última actuación de Amleto. A pesar de las buenas intenciones, Tiberini estaba completamente sin voz esa noche.
Como señala Barrese: "DeRensis escribe que la actuación era incierta y desorganizada, y la describe de la siguiente manera":
Tiberini, completamente sin voz y desorientado, no emitía una sola nota con el acento de ese gran artista que era, bajó los lanzamientos y acabó con frases enteras. Él, y con una angustia muy visible, hizo imposible la comprensión de la ópera. Faccio dirigido, aparentemente tranquilo, pero en realidad muy perturbado. Algunas piezas del conjunto como la danza y el brindisi [acto 1, escena i], el preludio del violoncello [Act 1, sc.ii], Racconto del Spettro [acto 1, escena ii], el Pater noster [acto 3, escena i] Que consiguió a Bertolasi dos llamadas de la cortina - el trío del tercer acto, el cuarto acto la marcha fúnebre (dado la bienvenida con aplausos roaring y dos llamadas de la cortina para el compositor), ahorraron la producción de un naufragio.
Después de la actuación, Faccio, tan perturbado por este fiasco, inmediatamente retiró la pieza, y se negó a volver a realizarla. Aunque Amleto nunca fue producido de nuevo en su vida, su estudiante (y después el compositor mismo), Antonio Smareglia, observó que era siempre muy querido a su corazón.

### Renacimiento de 2014
La ópera recibió su primera actuación completamente puesta en escena en 143 años el 26 de octubre de 2014 en el Teatro de la Revista en Albuquerque, Nuevo México en una producción de Opera Southwest y funcionó para tres funcionamientos. Las actuaciones fueron conducidas por Antony Barrese usando una edición crítica de la cuenta que él había reconstruido del manuscrito del autógrafo de Faccio. Los papeles principales fueron cantados por Alex Richardson (Amleto), Abla Lynn Hamza (Ofelia), Caroline Worra (Geltrude) y Shannon De Vine (Claudio) con dirección de David Bartholomew. A principios de octubre, Barrese había realizado una actuación de concierto de la partitura con acompañamiento de piano para Baltimore Concert Opera en Baltimore Maryland, utilizando el mismo elenco principal. En 2015, la producción de Opera Southwest recibió una nominación de los Premios de Ópera Internacional en la categoría Rediscovered Work.

## Personajes
| Personaje                                            | Tesitura     | Elenco del estreno (versión original) 30 de mayo de 1865 (Director: Angelo Mariani) | Elenco del estreno (versión revisada) 12 de febrero de 1871 (Director: Franco Faccio) |
| ---------------------------------------------------- | ------------ | ----------------------------------------------------------------------------------- | ------------------------------------------------------------------------------------- |
| Amleto                                               | tenor        | Mario Tiberini                                                                      | Mario Tiberini                                                                        |
| Ofelia, La hija de Polonio                           | soprano      | Angiolina Ortolani-Tiberini                                                         | Virginia Pozzi-Branzanti                                                              |
| Geltrude, La Reina de Dinamarca y La madre de Hamlet | mezzosoprano | Elena Corani                                                                        | Marietta Bulli-Paoli                                                                  |
| Claudio (Claudius), El Rey de Dinamarca              | barítono     | Antonio Cotogni                                                                     | Zenone Bertolasi                                                                      |
| Lo Spettro                                           | bajo         | Eraclito Bagagiolo                                                                  | Ormondo Maini                                                                         |
| Laerte, El hijo de Polonio                           | tenor        | Napoleone Sinigaglia                                                                | Luigi Manfredi                                                                        |
| Polonio, El Chambelán                                | bajo         | Cesare Sonino                                                                       | Angelo De Giuli                                                                       |
| Orazio, El amigo de Hamlet                           | bajo         | Antonio Furlani                                                                     | Augusto Gabrielli                                                                     |
| Marcello, Oficial                                    | barítono     | Alessandro Romanelli                                                                | Fausto Mola                                                                           |
| Un sacerdote                                         | barítono     |                                                                                     | Angelo De Giuli                                                                       |
| Un heraldo                                           | tenor        | Angelo Rocca                                                                        | [ 4 ]                                                                                 |
| Il Re Gonzaga, un actor                              | tenor        | Napoleone Sinigaglia                                                                | Luigi Manfredi                                                                        |
| La Regina, una actriz                                | soprano      | Angelina Borotti                                                                    | Ferdinanda Cappelli                                                                   |
| Luciano, un actor                                    | bajo         | Alessandro Romanelli                                                                | Fausto Mola                                                                           |
| Primo Becchino                                       | bajo         | Eraclito Bagagiolo                                                                  | Fausto Mola                                                                           |
| Secondo Becchino                                     | mímica       | N.N.                                                                                | N.N.                                                                                  |

## Instrumentación
2 flautas (2do piccolo doblando), 2 oboes, (2do doblando cuerno inglés), 2 clarinetes, clarinete bajo), 2 fagotes; 4 cuernos, 2 trompetas, 2 cornetas, 3 trombones, cimbasso; Timbales, percusión (tambor lateral, triángulo, bombo), tam-tam, glockenspiel; arpa; instrumentos de cuerda. En el escenario: Banda, cuarteto solista, arpa, caja

## Sinopsis

### Acto 1
Escena 1
La muerte repentina del rey y el nuevo matrimonio de su madre la Reina Geltrude a su tío Claudio ha deprimido al príncipe Amleto. Todavía lamentando a su padre y en estado de shock por el extraño nuevo matrimonio de su madre, Amleto se niega a participar en las fiestas de coronación en el Castillo de Elsinore (Ah, si dissolva quest'abbietta carne). Ofelia le recuerda el poder eterno del amor (Dubita pur che brillino). El amigo de Amleto Orazio y Marcello, un centinela, llegan, habiendo visto al fantasma del padre de Amleto caminando por el castillo por la noche. Los tres deciden vigilar al fantasma.
Escena 2
Amleto, Orazio y Marcello vigilan desde un parapeto castillo. El fantasma aparece, indicando que desea hablar solo con Amleto (Tu dêi sapere ch'io son l'anima lesa). Revelando que su hermano, Claudio, lo asesinó y tomó su corona, implora a Amleto para vengarlo. Amleto jura venganza y obliga a sus amigos a no revelar lo que han visto esa noche.

### Acto 2
Escena 1
En el castillo, el lord chambelán Polonio, padre de Ofelia, trata de convencer a Claudio y Geltrude de que la melancolía de Amleto es un síntoma de su amor por Ofelia. Los tres se retiran, y Amleto entra, meditando sobre el suicidio ("Essere o non essere" / "Ser o no ser"). Ofelia entra y trata de devolver algunas fichas que él le había dado. Al fingir locura, Amleto exige que renuncie al amor mundano y entre en un convento (Fatti monachella) y condena el matrimonio. Llega un grupo de cantantes itinerantes y Amleto decide hacerles representar un regicidio similar al de su padre, para que pueda observar la reacción de Claudio.
Escena 2
La corte se reúne para la obra, y Amleto ordena a Orazio ya Marcello que miren a Claudio de cerca. Amleto llama la obra La trampa (la trappola), pero asegura a todos que no hay nada ofensivo en ella. A medida que la obra avanza, Claudio se vuelve cada vez más agitado (Regina nel core), mientras que Geltrude amonesta su comportamiento tonto. En el clímax de la obra, Claudio sale corriendo de la habitación, horrorizado. Amleto se deleita en el éxito de su plan (Viva la trappola!)

### Acto 3
Escena 1
Solo en sus cámaras, Claudio es vencido por el remordimiento (O nera colpa!). Amleto entra y está a punto de golpear, pero se da cuenta de que si mata a Claudio en oración, Claudio será enviado al cielo. Deseando un momento más oportuno, se retira. Claudio ora (O Padre nostro), pero al final, se retira y sale.
Polonio entra con Geltrude, y la insta a calmar a Amleto. Mientras Amleto se acerca, Polonio se esconde detrás de un tapiz. Amleto y su madre discuten y Amleto la amenaza. Polonio pide ayuda. Creyendo que Claudio se esconde detrás del tapiz, Amleto apuñala a Polonio, dándose cuenta de su error demasiado tarde. En su delirio, Amleto hace frente a la maldad del rey (O re ladrone). El fantasma entra, ordenando a Amleto que se centre en la venganza. Amleto pide perdón al fantasma (Celesti spirti! Lugubre). Geltrude, que no ve al fantasma, cree que Amleto se ha vuelto loco.
Amleto se retira, y Geltrude admite privadamente su culpabilidad (Ah! che alfine all’empio scherno).
Escena 2
Laerte invade el castillo, exigiendo justicia por el asesinato de su padre, Polonio. Claudio lo calma, y los dos miran horrorizados mientras Ofelia entra, ahora loco, imaginando el funeral de su padre (la bara involta). Claudio informa a Laerte que Amleto mató a Polonio; Laerte jura venganza, y ambos salen. Al oír el nombre de "Amleto", Ofelia desciende más profundamente en su locura (Bell’alberel dolente), y acaba ahogándose en un arroyo.

### Acto 4
Escena 1
Dos sepultureros están ocupados en el trabajo, preparándose para un funeral (Oggi a me, domani a te). Amleto y Orazio entran y burlan con uno de los sepultureros. Oyendo una multitud acercarse, se esconden. Una larga procesión funeraria entra por el cuerpo de Ofelia. Laerte maldice a Amleto ("Che Iddio scaraventi l'ardente saetta"), quien luego se revela a sí mismo. Amleto y Laerte pelean brevemente. Amleto afirma que le encanta Ofelia (Io quella morta amai). Claudio insta a Laerte a que salga, haciendo referencia a un plan secreto para lidiar con Amleto.
Escena 2
(Sólo existente en la versión original de 1865)
Un heraldo anuncia a la corte que Amleto y Laerte cercarán para el deporte (Illustri cortigiani e cavalieri). Laerte asegura a Claudio que la punta de su espada está envenenada. Amleto se disculpa públicamente con Laerte, alegando locura temporal. Ambos hombres comienzan su duelo y cuando Amleto gana un punto, Claudio ofrece un brindis, instando a Amleto a beber de su taza (La coppa è colma). Ocupado con el duelo, Amleto declina, mientras Geltrude murmura a Claudio que sabe que la taza está llena de veneno. Después de que Amleto gane otro punto, Claudio le ofrece a Amleto una bebida de nuevo, pero Geltrude se apodera de la copa, bebe y se desmaya. Mientras Amleto se distrae, Laerte lo hiere con la espada envenenada. Enfurecido, Amleto desarma a su oponente, cambia de espada con Laerte y lo hiere. Laerte confiesa que se está muriendo, víctima de su propia ruina, y que la copa de Claudio fue envenenada. Amleto apuñala a Claudio, antes de morir.

## Grabaciones
- Anthony Barrese con Alex Richardson (Amleto), Abla Lynn Hamza (Ofelia), Shannon DeVine (Claudio), Caroline Worra (Geltrude), Jeffrey Beruan (Lo Spettro) con la Orquesta y coro de Opera Southwest (2014). Opera Southwest.
- Paolo Carignani con Pavel Černoch (Amleto), Iulia Maria Dan (Ofelia), Claudio Sgura (Claudio), Dshamilja Kaiser (Geltrude), Gianluca Buratto (Lo Spettro) con el Coro de la Filarmónica de Praga y la Orquesta Sinfónica de Viena (2016). Deutsche Grammophon.

## Autores que abordan el mismo tema
De igual título (o semejante, por variante gráfica), existen obras operísticas de los italianos Domenico Scarlatti (1715) y Saverio Mercadante (1822), el francés Ambroise Thomas (1868) y el británico Humphrey Searle (1968).